# Fußball in Serbien

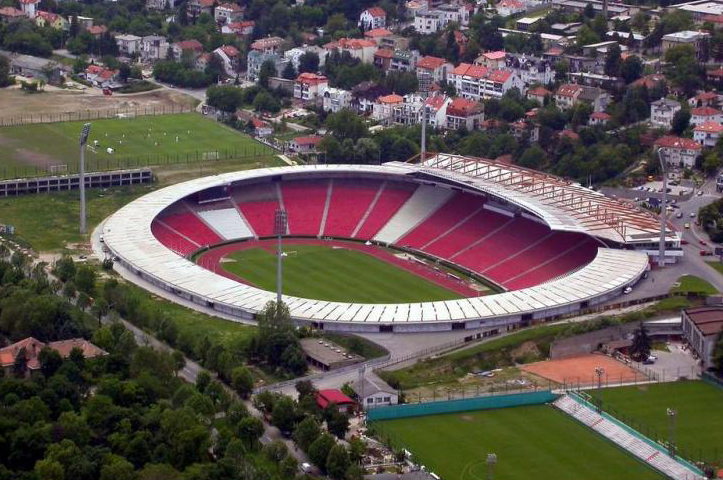
Das Stadion Rajko Mitić in Belgrad

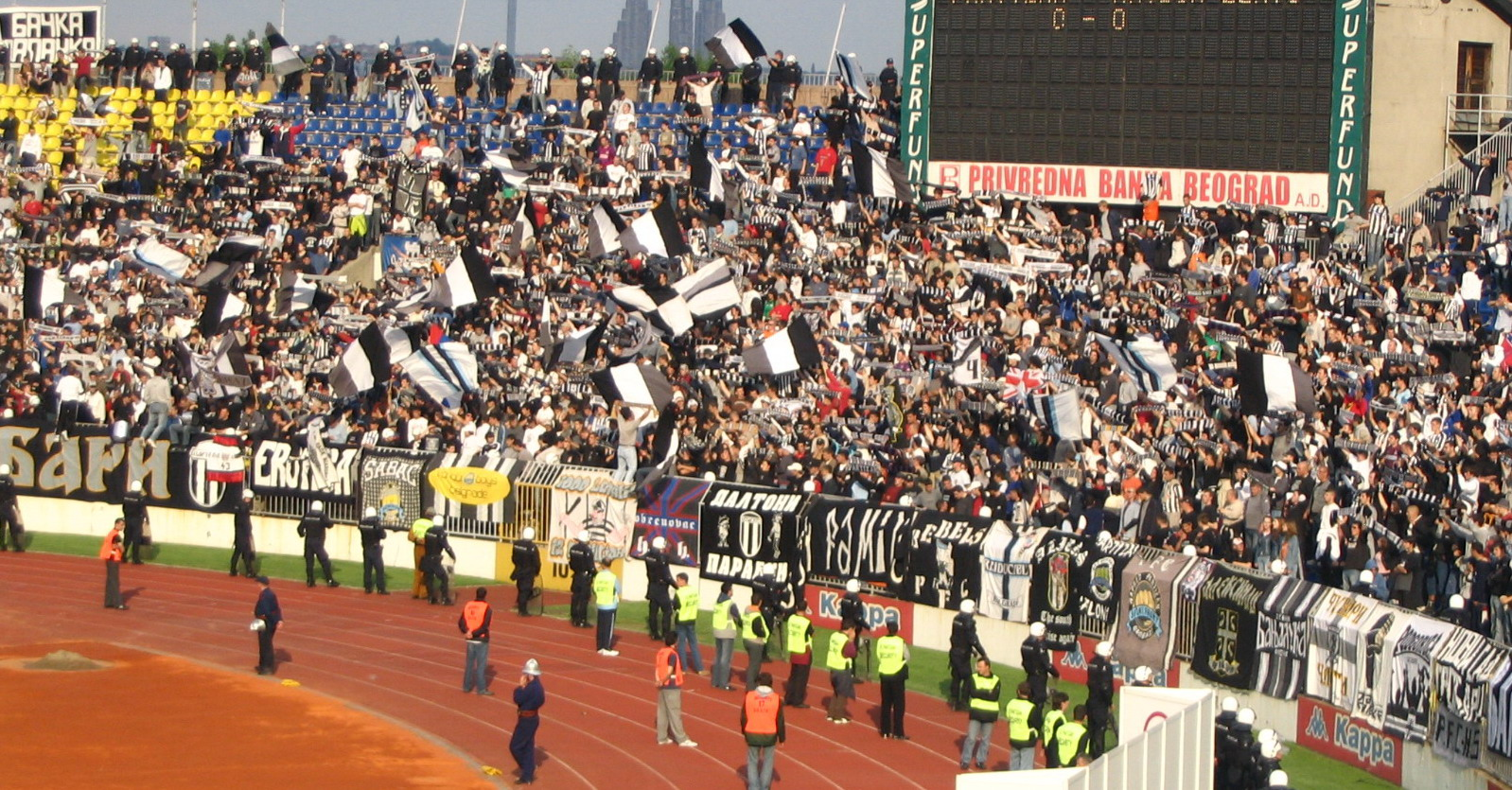
Begeisterung bei den Grobari auf der Südtribüne, den Ultras von Partizan

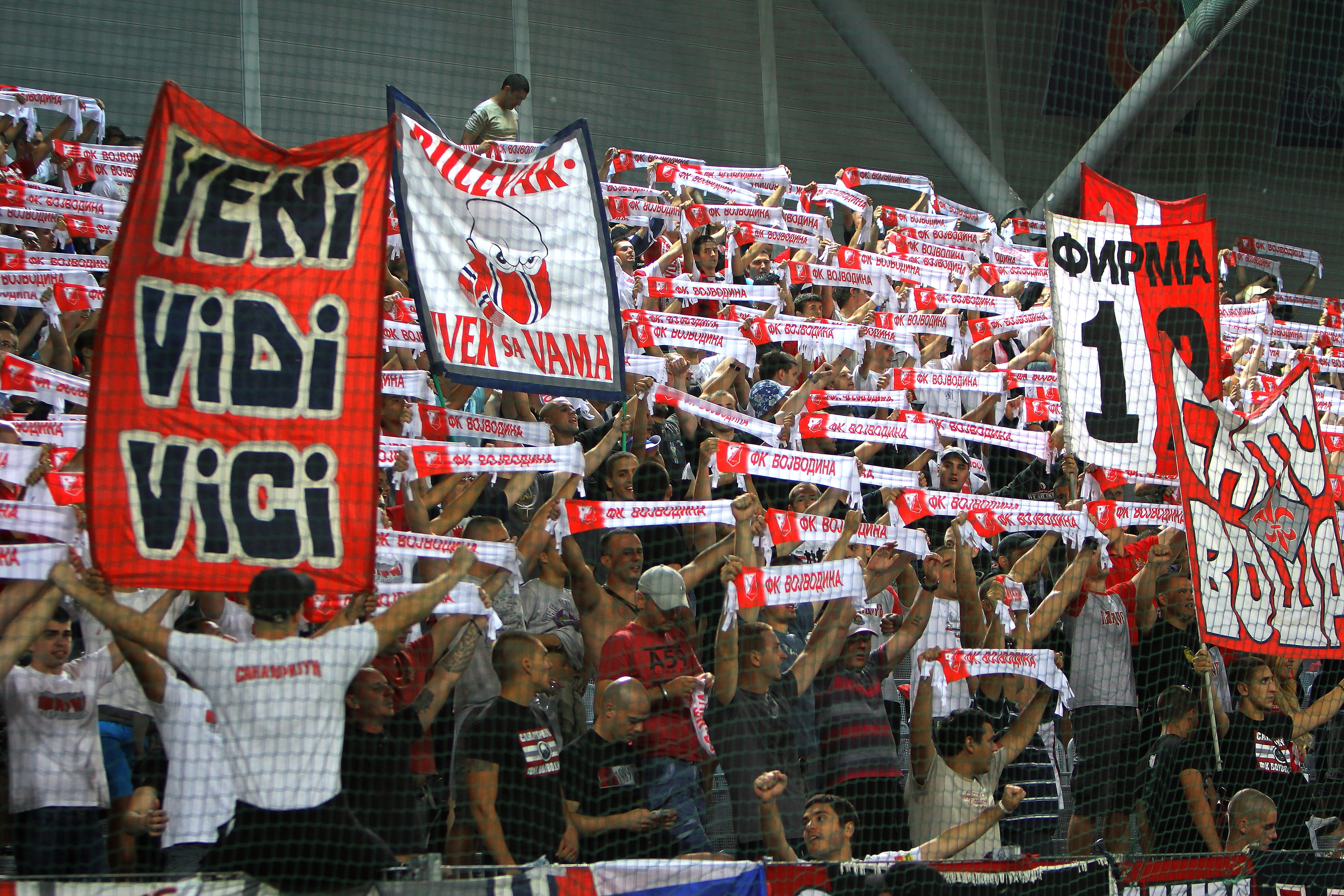
Anhänger von Vojvodina in Wien

Fußball (serbisch фудбал Fudbal, früher Лоптање Loptanje oder Лоптање ногом Loptanje nogom) ist die in Serbien beliebteste Sportart, die dort seit dem 19. Jahrhundert gespielt wird und einen bedeutenden Stellenwert innerhalb der serbischen Gesellschaft hat. Er wird nicht nur in Fußballvereinen, sondern auch auf Bolz- und Fußballplätzen, Straßen, Hinterhöfen und Parks gespielt, sowie in Sporthallen, wo er als Mali fudbal bezeichnet wird. Auch nicht aktive Spieler sind in der Regel Fan eines bestimmten serbischen Vereins oder zumindest der serbischen Nationalmannschaft. Bei weiten Teilen der Bevölkerung nimmt der Fan- oder der Ultraskult einen wichtigen Stellenwert im täglichen Leben ein.
Wichtige Turniere wie die Welt- und Europameisterschaft, sowie die Derbys zwischen den wichtigsten Mannschaften, vor allem des Večiti derbi, das „Ewige Derby“ zwischen den Belgrader Vereinen Roter Stern und Partizan, ziehen große Menschenmassen an, die die Spiele entweder im Stadion oder im Fernsehen verfolgen. Die größten Vereine konzentrieren sich in Belgrad, Novi Sad und Niš. Die erfolgreichsten Vereine sind Roter Stern, Partizan und OFK aus Belgrad, Vojvodina aus Novi Sad, sowie Radnički Niš.
In Serbien besteht ein Ligasystem, an dessen Spitze die Super liga und die Prva liga stehen. In der Super iga wird der Serbische Meister ermittelt. Zugleich gibt es nationale Turniere wie den Serbischen Pokal. Nationaler Fußballverband ist der Fudbalski savez Srbije, der Serbische Fußball-Bund.

## Einführung
Der Fußballsport verbreitete sich seit den 1860er-Jahren von England aus und erreichte Serbien im späten 19. Jahrhundert. In zahlreichen Ländern führten ihn Engländer ein, doch im damaligen Königreich Serbien waren es Schüler und Studenten die zum ersten Mal mit dem Fußball in Berührung kamen, als sie gewöhnlich ins Ausland geschickt wurden, häufig in das damalige Deutsche Kaiserreich, in die Schweiz oder in die österreichisch-ungarische Doppelmonarchie. Die Tatsache, dass junge Serben ein Teil ihrer Ausbildung in Städten wie Zürich, München, Wien oder Prag verbrachten und nach ihrer Rückkehr dieser Sportart weiter nachgingen, spielte ebenso eine wichtige Rolle in der Entstehung des serbischen Fußballs wie dessen Engagement für die Weiterentwicklung des nationalen Sports. Obwohl Fußball als unterhaltsam und dynamisch galt, war anfangs vor allem die ältere und konservative Bevölkerung gegenüber der neuen Sportart kritisch. Sie sahen darin mehr einen kindischen Zeitvertreib, anstatt eine ernsthafte körperliche Aktivität und so musste der Fußball zu Beginn um seine gesellschaftliche Anerkennung ringen. In Serbien war man der Ansicht, dass eine sportliche Aktivität nur zur Stärkung der Muskulatur und der allgemeine Leistungsfähigkeit diente, zur Verbesserung der Gesundheit oder als moralisch-pädagogische Maßnahme zur Erhöhung des patriotischen Geistes, um somit junge Menschen für den Militärdienst vorzubereiten.

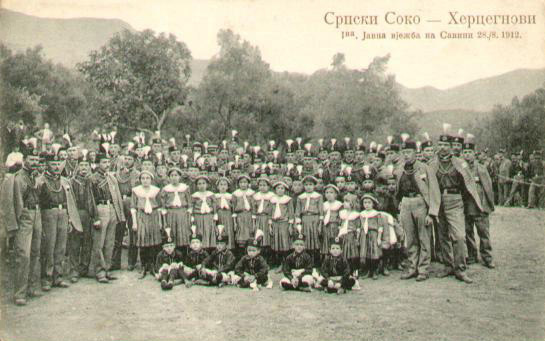
Serbische Sokol-Einheit bei Herceg Novi im Jahr 1912.

Der Wehrdienst hatte einen hohen Stellenwert in Serbien, sowie das Konzept der serbischen Abteilung der Sokol-Turnbewegung, die neben der körperlichen Ertüchtigung und der nationale Zusammenhaltes, auch serbische Bräuche und Folklore pflegte, sowie ein Ausdruck des Panslawismus war, wodurch der Fußball anfangs einige Hürden zu überwinden hatte. Die Entwicklung war auch durch Mangel an materiellen Spielbedarf gehemmt. Für ein ordentliches Spiel benötigt man einen guten Lederball, ein flaches mit Gras bewachsenes Grundstück von beträchtlicher Größe, und speziell angefertigten Lederstiefel mit Nieten an den Sohlen. Diese Notwendigkeiten waren um das 19. Jahrhundert sehr teuer, und vor allem schwer zu bekommen. Jovan Ružić, einer der begabtesten Fußballer während dieser Periode, liefert ein anschauliches Zeugnis über die Knappheit, mit der die damalige Jugend konfrontiert war, sowie deren Lösung durch Improvisation:

„Die regelmäßig benutzten Gummibälle der Kindern waren sehr schwach und zerrissen ziemlich schnell. Da unsere Eltern nicht in der Stimmung waren ständig neu zu besorgen, machten wir unsere eigenen Bälle und zwar aus Lumpen und Stofftüchern. Diese Bälle waren, wenn der richtigen Aufwand in sie gesteckt wurde, praktisch unverwüstlich. Sie wurden aus alten Lappen und Lumpen, Wollstoff, aus allem hergestellt was wir zu Hause finden konnten. Um den Ball härter und schwerer zu machen, setzten wir in der Mitte einen kleinen Stein und wickelten dann ein Tuch herum. Am Ende umwickelten wir das gesamte Bündel mit einer Schnurr.“

Nach Überwindung einiger Hindernisse und trotz der anfänglichen, jedoch relativ kurzen Akzeptanzschwierigkeiten bei einem Teil der Bevölkerung wurde Fußball in ganz Serbien schnell beliebt, sodass es unmittelbar zu Bildung von Fußballabteilungen innerhalb vorhandener Sportvereine kam. Die ersten Pioniere des serbischen Fußballs waren Studenten, Athleten und Sportler, doch schon bald schlossen sich ihnen Kaufleute und Ingenieure an, sowie Juristen und Bürokraten. Gleichzeitig wurde es zu einem äußerst beliebter Zeitvertreib der Kinder, Schüler und Studenten, vor allem in Turnhallen und an den Handelsschulen, sodass dieses Spiel zu einem regelmäßigen Anblick in den Hinterhöfen und Parks zahlreicher Dörfer und Städten wurde. Bereits wenige Jahre nach der Einführung der neuen Sportart wurden die ersten unabhängigen Fußballvereine gegründet. Es wurden Vereinsstatuten und -regeln verfasst, sowie eine angemessene Finanzierung und Einrichtungen erworben. Anfangs spielten die Clubs zahlreiche Freundschaftsspiele und Turniere, besuchten und halfen sich gegenseitig und tauschten Erfahrungen aus. Die Gründung des SK Soko und FK Šumadija, sowie des Srpski mač, legten den Grundstein für einen organisierten Fußball in Serbien. Deren größter Beitrag neben dessen Popularisierung war das Beispiel dafür, wie ein Fußballverein funktionieren sollte und die Vereinbarung einheitlicher Fußballregeln, die von Anastas Hristodulo, einem Rechtsanwalt und Gymnastikenthusiasten, 1905 in seinem Buch Loptanje nogom veröffentlicht wurden.

## Geschichte

### 1891–1904: Die Anfänge im 19. Jahrhundert

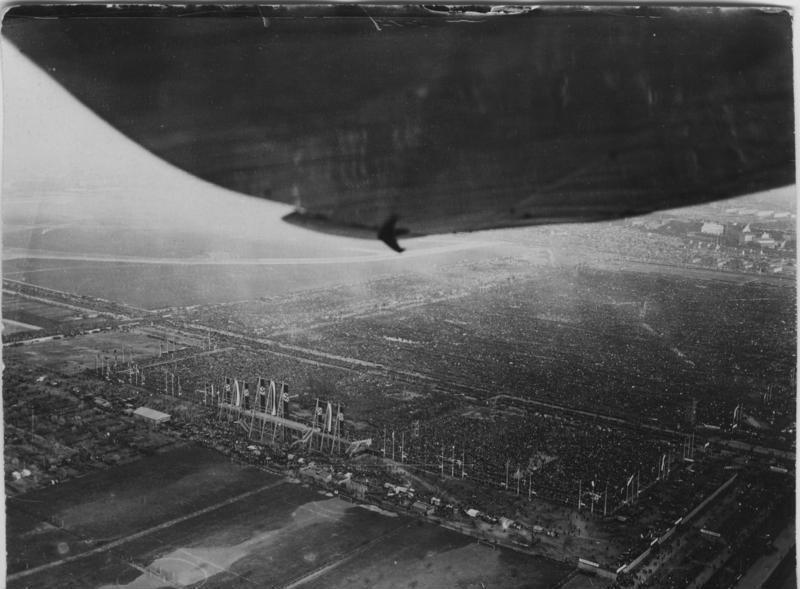
Flugzeugaufnahme des Tempelhofer Feldes von 1933. Hier machte der serbische Fußball seine ersten Schritte, den Hugo Buli 1896 in Serbien einführte.

Die Fußballgeschichte Serbiens reicht bereits über 120 Jahre zurück. Alles nahm 1891 seinen Lauf, als die Studenten Hugo Buli und Andra Nikolić in Belgrad einen Gymnastikverein namens Soko („Der Falke“) gründeten, womit der Weg zur späteren Entstehung der ersten Fußballabteilung in der Region geebnet wurde. Der Fußballsport erreichte Serbien im Frühjahr 1896, als Buli den ersten Fußball aus dem deutschen Kaiserreich in die Hauptstadt mitbrachte.
Das Sportgerät stammte ursprünglich aus Berlin, wo er sein Auslandsstudium verbrachte und für den BFC Germania 1888 spielte, den heute ältesten noch existierenden Fußballverein Deutschlands. Höchstwahrscheinlich brachte Buli den Ball aus dem Ortsteil Tempelhof mit, der Gründungsort des Berliner Clubs, und erlernte das Fußballspielen auf dem Tempelhofer Feld, das Germania anfänglich nutzte, bevor er die neue Sportart in Serbien einführte. Somit machte der serbische Fußball seine ersten Schritte auf dem Feld, auf dem sich heute der Flughafen Tempelhof und der Tempelhofer Park befindet.

1896 fand in der Parkanlage Kalemegdan im Bereich des Nebojša-Turms das erste Fußballspiel auf serbischen Boden statt.

Am 12. Mai 1896 gründete Buli die Fußballabteilung des Gymnastikvereins Soko, die heute als aller erste Fußballsektion in Südosteuropa gilt. Sieben Jahre später ging daraus der Fußballclub SK Soko hervor, der heute älteste noch existierende serbische Fußballverein, bei dessen Entstehung Buli ebenfalls eine Rolle spielte. Somit ist der heute älteste noch existierende serbische Fußballverein über Buli indirekt mit dem ältesten noch existierenden Verein Deutschlands verbunden.
Am 19. Mai fand das erste Fußballspiel auf serbischem Boden statt, als Buli, seine Freunde und mehrere Mitglieder der Fußballabteilung Soko, die neue Sportart den Bürgern in der Parkanlage Kalemegdan im Bereich des Nebojša-Turms demonstrierten. 1898 gründete das Subotičko sportsko društvo („Suboticer Sportverein“) auf Initiative von Nikola Matković, ein Gymnasiallehrer und Trainer des Vereins, sowie Zoltán Vágner, einem aktiven Fußballspieler aus Budapest, in Subotica eine weitere Fußballabteilung und somit die zweite in der Region.
Durch weitere Bemühungen von Buli sowie Andra Nikolić, der bereits zum Außenminister aufgestiegen war, und einigen weiteren Mitgliedern der Gymnastikvereins Soko, allesamt junge Juristen, Beamte und Geschäftsleute, fand am 1. Mai 1899 die Gründungsversammlung des ersten unabhängigen Fußballclubs Südosteuropas namens Prvo Srpsko društvo za igru loptom (Erster serbischer Verein für Ballspiele) bzw. Srpsko loptačko društvo (Serbischer Ballverein) statt, die in einem Belgrader Restaurant namens Trgovačka kafana gehalten wurde. Der erste gewählter Präsident wurde Feti Bey, ein Konsul des Osmanischen Reiches, während der Rechtsanwalt Mihailo Živadinović Vizepräsident wurde. Der Verein wurde jedoch nach nur einem Spiel bzw. wenigen Monaten wieder aufgelöst, dennoch wurde die spätere Errichtung eines Spielfelds in Guberevac durchgesetzt, einem Vorort der sich heute im Belgrader Stadtbezirk Sopot befindet.

Im Vereinswappen des heutigen BASK befindet sich ein Falke, serbisch Soko, was eine Anspielung auf den SK Soko ist.

 Die Zahl der Fußballspieler wuchs seitdem ständig und im Laufe der Jahre entstanden weitere Vereine. So wurde 1901 der heutige FK Bačka 1901 gegründet. Zwei Jahre später entstand der SK Soko, dessen Gründung Stevan Stefanović, Sohn eines wohlhabenden Konservenfabrikinhabers, mit der Unterstützung von Buli und Nikolić einleitet, und der somit praktisch Nachfolger der 1896 gegründeten Fußballabteilung der Gymnastikgesellschaft Soko wurde. Stefanović kehrte 1903 aus der Schweiz zurück, wo er zuvor für einen Amateurverein namens Concordia spielte, und brachte gleich auch ein paar Bälle und einen Satz Trikots mit.
Unter den Gründern befand sich auch Ljubomir Jovanović, der spätere Justizminister, sowie Präsident der Nationalversammlung. Als erstes Ziel setzte sich die Vereinsführung die Erbauung eines Spielfeldes, das schließlich im Mai 1904 eröffnet werden sollte, als zwei Mannschaften des SK Soko gegeneinander antraten, um das 100-jährige Jubiläum des ersten serbischen Aufstandes gegen die osmanische Besatzung zu feiern, zugleich auch dessen erstes offizielles Spiel, und somit als erster Fußballplatz in der Geschichte des Landes einging.
1903 wurde in Kragujevac der zweite Verein im Königreich Serbien ins Leben gerufen, als Danilo Stojanović, ein Ingenieur des Rüstungsunternehmens Zastava, den FK Šumadija gründete. Der heutige FK Bačka 1901, der SK Soko, der heute unter dem Namen BASK bekannt ist, sowie der FK Šumadija sind heute die drei ältesten noch existierenden Fußballvereine Serbiens. Im selben Jahr entstand der Subotički SK, ein Verein aus Subotica. Interessanterweise haben der SK Soko und FK Šumadija ihr erstes offizielles Spiel unabhängig voneinander im Mai 1904 absolvierten, beide zur Feier des 100-jährigen Jubiläums des ersten serbischen Aufstandes.

### 1905–1914: Weiterentwicklung und erster Wettbewerb

Vereinswappen des Belgrader SK.

1905 entstand in Belgrad auf Initiative des Rechtsanwalts Radivoje Novaković die Fußballabteilung des Fechtvereins Srpski mač, der bereits 1906 ein unabhängiger Fußballclub wurde. 1908 wurde in Šabac der Verein Dušan Silni gegründet, sowie 1909 die Vereine Vihor aus Obrenovac, Deligrad aus Aleksinac, Soko aus Gornji Milanovac, und der OFK aus Kikinda. Bis 1914 wurden Vereine in den Städten Čačak, Leskovac, Sokobanja, Smederevska Palanka, Natalinci, einem Ort in der Nähe von Topola, sowie Zaječar und Niš gegründet. In Belgrad wurden zehn weitere Vereine gegründet, unter ihnen der BSK. 1911 beschloss eine Gruppe ehemaliger Spieler des Srpski mač einen neuen Verein zu gründen. Kurz zuvor kam es zu einem Streit zwischen den Spielern und dem Vereinspräsidenten, das schließlich zur Entstehung des BSK führte. Zusammen mit dem später entstehenden SK Velika Srbija sollte sich der Verein zum erfolgreichsten und beliebtesten in der vorkommunistischen bzw. titoistischen Geschichte Serbiens entwickeln, die mit der zukünftigen Führung der Kommunistischen Partei Jugoslawiens (KPJ) im 1945 entstanden sozialistischen Jugoslawien ihr Ende haben sollte, dessen Führung bedeutende Auswirkungen auf zahlreiche Vereine hatte.
Bei der Gründungsversammlung des BSK war auch Danilo Stojanović anwesend, der mittlerweile unter seinem Spitznamen Čika Daca bekannt geworden war, der als Vizepräsidenten bestimmt wurde, während als Schatzmeister der Tscheche Miloš Ekert ausgewählt wurde, einer der ersten ausländischen Spieler des Landes. Die Entstehung des neuen Vereins führte unmittelbar zur Auflösung des Srpski mač, der an den BSK seine besten Spieler verlor. Im selben Jahr wurde in Takovo der FK Takovo gegründet. Nachdem 1912 die Vereine Javor Ivanjica, der KAFK und der Somborski SK aus Sombor, der heutige Radnički Sombor, gegründet wurden, sowie der im Belgrader Stadtbezirk Vračar heimische FK Slavija ins Leben gerufen wurden, sollte eine weitere Unstimmigkeit zur Gründung eines neuen Vereins führen, diesmal zwischen den Spielern des BSK und der Vereinsführung. Schließlich verließen einige Spieler den BSK und gründeten einen neuen Verein. Unter den Dissidenten befand sich erneut Danilo Stojanović, der die Truppe anführte. Letztendlich wurde 1913 der SK Velika Srbija gegründet, womit der Weg zur späteren Gründung von Roter Stern geebnet wurde. Stojanovic war somit an der Entstehung des 1903 gegründeten FK Sumadija, des BSK und des SK Velika Srbija beteiligt.

Vereinswappen des SK Jugoslavija.

Das erste Spiel des neuen Vereins wurde ausgerechnet gegen den BSK ausgetragen. Zugleich ist dieses Begegnung der Ursprung der sportlichen Rivalität zwischen den später gegründete Belgrader Clubs Roter Stern und Partizan, besser bekannt als Ewiges Derby. Belgrad entwickelte sich während dieser Periode zum Zentrum des serbischen Fußballs. 1914 organisierte schließlich das nationale Olympische Komitee ein Turnier, um den die besten Vereine des Landes konkurrierten. Das Finale wurde am 11. Mai in Košutnjak auf dem Spielfeld des BSK ausgetragen, das der SK Velika Srbija mit einem 3:1-Sieg gegen den FK Šumadija für sich entscheiden konnte. Somit war praktisch der erste serbische Pokal ausgetragen. Dies schien ein vielversprechender Anfang eines regelmäßig stattfindenden Fußballturniers zu sein, vor allem da es bereits über 3000 aktive Spieler gab, doch im selben Jahr erklärte die österreichisch-ungarische Doppelmonarchie Serbien den Krieg, was den Beginn des Ersten Weltkriegs bedeutete. Dennoch entstand kurz zuvor ein weiterer Verein, der im serbischen Fußball seine Stempel hinterlassen sollte, und zwar Vojvodina Novi Sad, der von Studenten eines serbisch-orthodoxen Gymnasiums mit Hilfe lokaler Intellektueller und Handwerker gegründet wurde.

### 1914–1941: Nach dem Ersten Weltkrieg
Während des Ersten Weltkrieges besetzten österreichisch-ungarische, deutsche und bulgarische Truppen ganz Serbien, wodurch der organisierte Fußball landesweit zum Erliegen kam. Die serbischen Spieler und Sportfunktionäre waren in der Regel an der Kriegsfront, doch trotz der schwierigen Lage versuchte die zurückgebliebenen Jugendlichen durch den Fußball die Leiden des Krieges zu überwinden, sowie ihren Alltag normal wie möglich zu gestalten. In zahlreichen Städten wurde in den Gassen, Straßen und Parks weiterhin Fußball gespielt. Sogar unter den Bedingungen die der Krieg mit sich brachte, blieb es auch die Lieblingsbeschäftigung serbischer Soldaten. Nach Kriegsende wurde das Königreich der Serben, Kroaten und Slowenen gegründet, das sich 1929 in Königreich Jugoslawien umbenannte, zudem seit 1918 auch Serbien gehörte. Von nun an konkurrierten serbischen Vereine im Fußballsystem des neuen Landes und das in einem deutlich größeren Maßstab.
Zahlreiche Vorkriegsvereine wurden daraufhin wiederhergestellt, unter ihnen der BSK und der SK Velika Srbija. Die Clubs ergänzten ihre Reihen mit neuen Spielern, hauptsächlich Jugendliche, die während der Besatzungszeit herangereift waren, während die meisten ältere Spieler eher als Freiwillige in den Verein tätig waren, um weiterhin an der Weiterentwicklung des Fußballs mitzuhelfen. In Übereinstimmung mit der neuen politischen Gegebenheiten, sowie der Bildung des neuen Landes, das alle Südslawen vereinigte, beschloss der SK Velika Srbija 1919, seinen Namen in SK Jugoslavija zu ändern. Im selben Jahr begannen auch die Verhandlungen über die Gründung eines jugoslawischen Fußballverbands. Vertreter der landesweit größten Vereine versammelten sich in Zagreb, die im April 1919 zur Gründung des jugoslawische Fußballverbandes führte. Boško Simonović wurde dabei zum Vertreter der serbischen Vereine gewählt. Daneben wurde auch der Belgrader Fußballverband namens Beogradski loptački podsavez (BLP) gegründet.
Die 1. jugoslawische Fußballliga begann 1923, dessen Begegnungen ein großes Publikum anzogen. Die Einnahmen aus dem Ticketverkäufen sorgte für finanzielle Stabilität, wodurch Investitionen in den Ausbau der Infrastruktur getätigt wurden. Allgemein verbesserte sich die Wirtschaftslage und die Arbeitsbedingungen, wodurch der Fußball im ganzen Land florierte. Der erste Verein, der eine große Investition tätigte, war der SK Jugoslavija, dessen Vereinsführung ein großes Stück Land kaufte, um ein Stadion zu errichten. Die Baufläche befand sich genau dort, wo sich heute das Roter-Stern Stadion befindet. Das Stadion hatte eine Kapazität für 30.000 Zuschauer und wurde 1927 eingeweiht. Nur zwei Jahre später baute dessen Stadtrivale BSK in unmittelbarer Nähe ein Stadion, das mehr als 35.000 Zuschauern Platz bot, womit Belgrad nun zwei beachtliche Stadien für diese Zeit besaß. Dazu wechselten eine große Anzahl von hoch qualifizierten ausländischen Spieler aus Fußballzentren wie Wien, Prag oder Budapest zu Vereinen aus Serbien. Zwischen 1923 und 1941 gewann der SK Jugoslavija zwei Meisterschaften, während der BSK mit fünf Titeln und vier Vizemeisterschaften der erfolgreichste Fußballclub des Königreichs Jugoslawien war.

### 1941–1945: Während des Zweiten Weltkriegs
Während des Zweiten Weltkriegs wurde Jugoslawien von den Achsenmächten zerschlagen und besetzt. Serbien stand hauptsächlich unter ungarischer und besonders deutscher Militärokkupation durch die Wehrmacht. In manchen Städten wurden Vereine aufgelöst oder von ihrem Eigentum enteignet. Viele Vereine verloren zahlreiche Spieler auf dem Schlachtfeld oder sie wurden durch die Besatzer ermordet, darunter mehrere Spieler und Sportfunktionäre von Hajduk Kula oder von Vojvodina Novi Sad. Das wohl prominenteste Opfer während der faschistischen Besatzung war Milutin Ivković, ehemaliger Spieler des SK Soko und des SK Jugoslavija, sowie Kapitän der jugoslawischen Nationalmannschaft, die bei der Weltmeisterschaft 1930 das Halbfinale erreichte. 1943 wurde er von der Gestapo verhaftet und später im KZ Jajinci in der Nähe von Belgrad erschossen.
In anderen Städten war aufgrund der Kämpfe an Fußballspielen nicht zu denken, während in einigen anderen der Spielbetrieb gestattet wurde, hauptsächlich in Belgrad. Einige Vereine waren dabei gezwungen, ihren Namen zu ändern, darunter der SK Jugoslavija, der – aufgrund seines projugoslawischen Namens – ab 1941 schließlich den Namen SK 1913 trug. In den Jahren der faschistischen Besetzung wurde die jugoslawische Meisterschaft somit nicht ausgetragen, der Fußball kam weitgehend zum Erliegen, jedoch spielten einige Vereine unter äußerst schwierigen Umständen in einer Art verbliebenen serbischen Liga weiter, die nur aus Belgrader Clubs bestand und von 1941 bis 1944 ausgetragen wurde.

### 1945–1957: Nach dem Zweiten Weltkrieg
Unmittelbar nach dem Zweiten Weltkrieg wurde der SK 1913 bzw. der SK Jugoslavija von den neuen kommunistischen Behörden Jugoslawiens aufgelöst und sein Eigentum, einschließlich des Stadions und des Trainingsgeländes, sollte später dem neugegründeten Sportverein Roter Stern Belgrad bzw. dessen Fußballabteilung übergeben werden, dem heute erfolgreichsten Vereins Serbiens. Die Gründe und Umstände der plötzlichen Auflösung war Wurzel vieler Theorien, die bisher nicht völlig geklärt werden konnte, jedoch erhielt Roter Stern sogar einige Spieler, die Clubfarben und sogar das Vereinslogo leitete man vom SK Jugoslavija ab. Somit wurde Roter Stern praktisch aus dem SK Jugoslavija bzw. SK Velika Srbija heraus gebildet. Allerdings betrachtete sich Roter Stern Belgrad nie selbst als Nachfolger von SK Jugoslavija, während einige andere, darunter zahlreiche Fans, dies behaupten und ein neues Gründungsdatum für Roter Stern in Betracht ziehen. Bis heute wird diese Vorgeschichte kontrovers diskutiert.
Ähnlich traf es auch den BSK, dem zweiten großen serbischen Verein, der unter diesem Namen nicht mehr auflaufen durfte, während das Stadion zugunsten der jugoslawischen Volksarmee enteignet wurde, die nach der Gründung Partizan Belgrads 1945, dem heutigen zweiterfolgreichsten Verein Serbiens, auf dem Grundstück ein neues Stadion erbauen ließ, das heutige Partizan-Stadion. Erst 1950 erhielt der BSK wieder seinen Namen. 1957 erhielt der Verein schließlich den heutigen Namen OFK Belgrad, dessen Änderung erneut unter politischen Druck durchgeführt worden sein soll. Trotz einiger Erfolge verlor der Verein während dieser Zeit nicht nur sein Heimstadion, sondern auch seine Popularität an Partizan, nicht nur in Belgrad, sondern im ganzen Land. Seitdem steht der Verein im Schatten der großen Belgrader Stadtrivalen Roter Stern und Partizan.
Der Einfluss bzw. die Handlungen der damaligen kommunistischen Behörden sollten zu tiefgreifenden Veränderungen im serbischen Fußball führen, da nicht nur die zwei besten serbischen vorkommunistischen Verein praktisch aufgelöst wurden. Andern wurde der Spielbetrieb bzw. die Neugründung verweigert, andere mussten ihren Namen änder, jedoch gab es auch Vereine, die von diesen Ereignissen nicht betroffen waren. Vor allem jedoch wurden viele neue Vereine gegründet, darunter die zwei erfolgreichsten, Roter Stern und Partizan.

## Die ersten Fußballer

### Feldspieler
Als erste Fußballer des Landes gelten seine Schüler und Studenten, unter ihnen der Fußballpionier Hugo Buli, der Ende des 19. Jahrhunderts in Berlin mit dem Fußball in Berührung kam und diesen 1896 in Serbien einführte. Ihnen folgten die Spieler der im selben Jahr gegründeten und allerersten Fußballsektion der Region, genauer die des Gymnastikvereins Soko, sowie die des ersten unabhängigen Fußballclubs Südosteuropas namens Prvo srpsko društvo za igru loptom (Erster serbischer Verein für das Spiel mit dem Ball) bzw. Srpsko loptačko društvo (Serbischer Fußballverein), der 1899 gegründet wurde.
Der Serbische Fußballverein wurde im selben Jahr wieder aufgelöst, sollte jedoch bereits 1900 seine Wiedergeburt feiern, diesmal als Fußballabteilung des Prvo srpsko velosipendsko društvo (Erster serbischer Fahrradverein), zu dessen Mitgliedern unter anderem Karlo Brener, Svetolik Savić, Arsenije Milićević und Bogoljub Matković zählten, die alle erstmals in der Öffentlichkeit als Loptači (Fußballer) bezeichnet wurden. Weitere bekannte Fußballer jener Periode bzw. die als erste Fußballer Serbiens bezeichnet werden, sind Milorad Maksimović, Petar Mirković, Velizar Mitrović, Andra Nikolić und Dragoljub Borisavljević. Jovan Ružić hingegen war der erste jugoslawische Nationalspieler aus Serbien.

### Torhüter

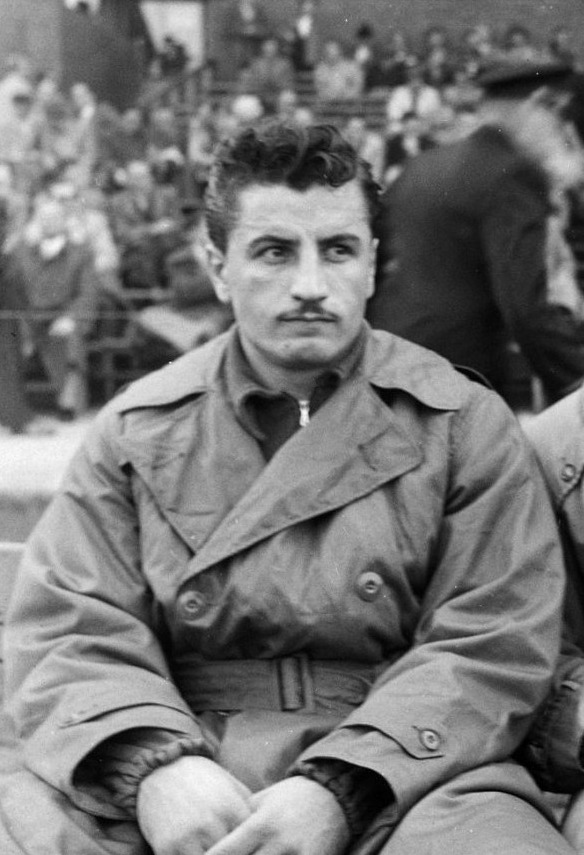
Vladimir Beara 1953, spielte unter anderem fünf Jahre für Roter Stern.

Anfangs war die Torhüterposition eine der am schwächsten besetzten Positionen in den serbischen Mannschaften bzw. Vereinen, denn bei den Fußballern war die Meinung weit verbreitet, dass diese Position zu passiv sei. Sie war daher unbeliebt, sodass jeder diese Position mied. Bald änderte sich das, als man erkannte, dass der Torwart eine verantwortungsvolle Rolle in der Mannschaft hat, sie galt dann als besonders ehrenvoll. Diese Entwicklung führte dazu, dass die Torhüter als erste eine spezielle Kleidung und Ausrüstung erhielten, die sie optisch von den anderen Spielern auf dem Feld stark unterscheidet und damit besonders im Mittelpunkt der Zuschauer standen.
Die ersten und bekanntesten jener Zeit waren Danilo Stojanović und Dragoljub Mihajlović vom FK Šumadija sowie Steva Stefanović vom SK Soko. Mihajlović hütete das Tor von 1903 bis 1913, während Stojanović zwischen 1903 und 1914 neben dem FK Šumadija auch beim SK Soko, FK Dušanovac und dem SK Velika Srbija im Tor stand. Eine Besonderheit bei Stojanović war, dass er stets in einem weißen Trikot auflief, wodurch er einen hohen Wiedererkennungswert hatte und äußerst populär wurde.
Zu den bekanntesten aus Serbien stammenden, serbischstämmigen oder in Serbien spielenden Torhütern gehörte Vladimir Beara, der viele Jahre hinweg als einer der weltbesten Torhüter galt und heute noch den Ruf hat, der Beste in der Geschichte Jugoslawiens bzw. Serbiens gewesen zu sein. Er spielte unter anderem auch für Alemannia Aachen. Weitere sind Petar Borota, Ivan Ćurković, Ratomir Dujković oder die in den 1960er Jahren in der Fußball-Bundesliga spielenden Torhüter Petar Radenković und Milutin Šoškić, die unter anderem für den TSV 1860 München bzw. 1. FC Köln aufliefen und dort äußerst populär wurden, besonders Radenković, der zu den 176 Fußballspielern, die am ersten Spieltag der Bundesliga, dem 24. August 1963 im Einsatz waren. Darunter befanden sich neben Radenković nur drei weitere Ausländer. Legendär ist sein Lied Bin i Radi, bin i König, die er noch während seiner sportlichen Karriere aufnahm und eine Auflage von 400.000. hatte, womit er den 5. Platz der deutschen Charts erreichte.

## Die serbische Fußballnationalmannschaft
Anfang 1911 kam es zu Meinungsverschiedenheiten zwischen mehreren Spielern des Fußballclubs Srpski mač und dessen Vereinspräsidenten, der nicht mit der Austragung eines Freundschaftsspiels gegen den HAŠK einverstanden war. Dem 1906 gegründeten Verein aus Zagreb, der damals dem Ungarischen Fußballverband unterstand und bereits an nationalen Wettbewerben teilnahm, war es damals vom Verband untersagt worden, internationale Spiele auszutragen. Grund war ein Gesetz aus dem Jahr 1907, nach dem an allen Bahnhöfen im damaligen Königreich Kroatien und Slawonien, das zu Österreich-Ungarn gehörte, ausschließlich Ungarisch gesprochen werden sollte, dem sich die kroatische und serbische Bevölkerung widersetzten.
Der Tscheche Miloš Ekert, der zuvor vom HAŠK zum Srpski mač gewechselt war, blieb in Kontakt mit seinen ehemaligen Mannschaftskameraden und sah darin eine Chance, ein Spiel zwischen diesen beiden Mannschaften zu organisieren. Die Spieler des Srpski mač waren damit einverstanden, der Vereinspräsident nicht. Er glaubte, sein Verein sei viel schwächer sei als der bereits etablierte Fußballverein HAŠK. So beschloss die Vereinsführung, dass alle Spieler, die trotzdem nach Zagreb fuhren, aufgrund undisziplinierten Verhaltens aus dem Verein ausgeschlossen werden sollten. Dessen bewusst, fuhren zahlreiche Spieler, begleitet von einigen Spielern des SK Soko, die sich dazu gemeinsam als Nationalmannschaft des Königreich Serbien ausgaben, zur Begegnung.
Dort angekommen, verlor man die Begegnung am 19. Mai 1911 mit 0:8.
Das Spiel am nächsten Tag verlor man mit 0:6. Die damaligen Zagreber Zeitungen priesen die serbische Mannschaft für ihren Einsatz und ihren Mut, den HAŠK herauszufordern. Daheim war die Mannschaft großer Kritik ausgesetzt, hauptsächlich weil man nicht unter dem Namen Srpski mač auflief, sondern sich selbst als Nationalmannschaft des Königreichs bezeichnete. Auch die Spielweise wurde kritisiert; dabei wurde jedoch nicht berücksichtigt, dass es in Serbien zu der Zeit auf Vereinsebene noch keinen landesweit übergreifenden Wettbewerb gab, sowie die Tatsache, dass bei einem Teil der Öffentlichkeit und der Presse eine Wahrnehmung über die besten Vereine und Spieler in Serbien und der Region jener Periode fehlte, vor allem mit Berücksichtigung der Anzahl der Begegnungen und deren Ergebnisse. Die Dissidenten wurden aus den Vereinen ausgeschlossen, was zur Entstehung des späteren Fußballvereins BSK beitrug. Der Serbische Fußball-Bund betrachtet es als erstes Auftreten einer serbischen Nationalmannschaft, obwohl es nur ein inoffizielles Freundschaftsspiel war und die Mannschaft nicht aus den besten serbischen Spielern zusammengesetzt war.
Mit der Bildung des Königreichs der Serben, Kroaten und Slowenen 1918 bzw. des Königreichs Jugoslawien 1929 spielten serbische Spieler in der Jugoslawischen Nationalmannschaft, die bis 1992 bestand. Nach der Auflösung Jugoslawiens 1992 wurde ein neues Jugoslawien gegründet, das aus den Teilrepubliken Serbien und Montenegro bestand. Es behielt den Namen Jugoslawien bis 2003, als das Land seinen Namen in Serbien und Montenegro änderte. Nachdem sich das Staatenbündnis 2006 getrennt hatte, entstand die serbische Nationalmannschaft, dessen erster Trainer der Spanier Javier Clemente wurde. Das erste offizielle Länderspiel wurde am 16. August 2006 beim Abschiedsspiel von Pavel Nedvěd gegen die tschechische Auswahl in Uherské Hradiště ausgetragen. Serbien trat in diesem Spiel zum ersten Mal als eigenständiger Staat an. Begleitet von der Nationalhymne Bože Pravde, die ursprüngliche Nationalhymne des Königreichs Serbien, nur in angepasster Version des Textes ohne monarchistische Bezüge, der neuen Flagge Serbiens und ihr angelehnten roten Trikots, blauen Hosen und weißen Stutzen, gewann die Mannschaft ihr erstes Spiel mit 3:1.